# Doktor Who – seria 10 (2017)
Dziesiąta seria nowej wersji (chronologicznie 36.) brytyjskiego serialu science-fiction pt. Doktor Who rozpoczęła się 15 kwietnia 2017 roku wraz z premierą odcinka Pilot, a zakończyła się 1 lipca 2017 odcinkiem Doktor upada. Producentami wykonawczymi tej serii byli Steven Moffat oraz Brian Minchin. Steven Moffat ogłosił, że będzie to pełna, 12-odcinkowa seria, którą będzie poprzedzał odcinek świąteczny.
Steven Moffat napisał cztery odcinki sezonu. Inni scenarzyści, który napisali scenariusze do odcinków, to Frank Cottrell-Boyce, Sarah Dollard, Mike Bartlett, Jamie Mathieson, Peter Harness, Toby Whithouse, Mark Gatiss i Rona Munro.
Jest to trzeci i ostatni sezon, w którym w roli Doktora występuje Peter Capaldi. W odcinkach tego sezonu pojawia się także Pearl Mackie w roli Bill, nowej towarzyszki Doktora, oraz Matt Lucas w roli Nardole'a, który po raz pierwszy pojawił się w odcinku Mężowie River Song. 

## Obsada

### Główna
Jest to trzeci sezon, w którym w roli Doktora występuje Peter Capaldi. 30 stycznia 2017 roku Capaldi ogłosił, że postanowił opuścić serial i seria dziesiąta będzie ostatnią z jego udziałem; ostatnim odcinkiem, w którym wciela się w rolę Doktora, jest odcinek świąteczny wyemitowany w 2017 roku.
23 kwietnia 2016 BBC poinformowało, że w rolę nowej towarzyszki Doktora, Bill, wcieli się Pearl Mackie. Mackie pojawia się po raz pierwszy w pierwszym odcinku serii, nie jest natomiast obecna w odcinku świątecznym Powrót Doktora Mysterio. Bill występuje także w odcinku świątecznym Zdarzyło się dwa razy i jest to ostatni odcinek z jej udziałem.
Matt Lucas powrócił do roli Nardole, który pojawił się wcześniej w odcinku świątecznym pt. Mężowie River Song. Występuje regularnie w odcinkach tego sezonu.

### Gościnnie
Stephanie Hyam wystąpiła gościnnie w pierwszym odcinku tego sezonu w roli Heather. Pojawia się w tej roli także w odcinku Doktor upada. W czerwcu 2016 roku ogłoszono, że aktorzy Mina Anwar, Ralf Little i Kaizer Akhtar zostali obsadzeni w rolach kolejno Goodthing, Steadfast i Praiseworthy i pojawią się w drugim odcinku sezonu. 16 sierpnia 2016 roku ogłoszono, że w czwartym odcinku sezonu pojawi się aktor David Suchet w roli gospodarza domu, a Tate Pitchie-Cooper został obsadzony w młodszej wersji tej postaci.
W październiku 2016 roku ogłoszono, że aktor Justin Chatwin pojawi się w odcinku świątecznym w 2016 roku w roli superbohatera. W odcinku świątecznym występują także Charity Wakefield, Adetomiwa Edun, Aleksandar Jovanovic i Logan Hoffman.
14 października 2016 roku Michelle Gomez potwierdziła, że ponownie pojawi się w roli Missy w tym sezonie. Postać Missy pojawiła się nie tylko w dwóch finałowych odcinkach tego sezonu, ale także w odcinkach Ostateczność, Zakłamany świat, Cesarzowa Marsa oraz Pożeracze światła. W maju 2017 roku Gomez ogłosiła, że będzie to ostatnia seria serialu, w której wystąpi w tej roli. 6 kwietnia 2017 roku stacja BBC ogłosiła, że do roli Mistrza powróci także poprzedni odtwórca tej roli, John Simm. Simm pojawił się w dwóch finałowych odcinkach tego sezonu.
16 listopada 2016 BBC ogłosiło, że w odcinku piątym (Tlen) pojawią się gościnnie Kieran Bew, Justin Salinger, Peter Caulfield, Mimi Ndiweni i Karen Brayben, natomiast w odcinku Pożeracze światła pojawią się Rebecca Benson, Daniel Kerr, Juwon Adedokun, Brian Vernel, Ben Hunter, Aaron Phagura, Sam Adewunmi i Billy Matthews.
Aktor Laurent Maurel został obsadzony w roli Nicolasa; występuje w odcinku szóstym.
18 kwietnia 2017 roku pojawiła się informacja, że w odcinku świątecznym Zdarzyło się dwa razy do roli pierwszego Doktora powróci David Bradley, który wystąpił w tej roli wcześniej w 2013 roku w filmie An Adventure in Space and Time. Bradley ma również cameo w tej roli w odcinku go poprzedzającym, Doktor upada. Oprócz tego w odcinku świątecznym występuje Mark Gatiss w roli kapitana Archibalda Hamisha Lethbridge-Stewarta.

## Odcinki
Szósty, siódmy i ósmy odcinek tego sezonu: Ostateczność, Piramida na końcu świata oraz Zakłamany świat stanowią osobne historie, pomimo że łączy je wspólny wątek. Odcinki dziewiąty i dziesiąty zostały zamienione w kolejności ich emisji już po ich wyprodukowaniu.
| N/o | #     | Tytuł                                  | Tytuł polski                                              | Reżyseria       | Scenariusz                   | Uwagi                            | Premiera (BBC)               | Premiera w Polsce       |
| --- | ----- | -------------------------------------- | --------------------------------------------------------- | --------------- | ---------------------------- | -------------------------------- | ---------------------------- | ----------------------- |
| 264 | –     | The Return of Doctor Mysterio          | Powrót Doktora Mysterio                                   | Ed Bazalgette   | Steven Moffat                | odcinek świąteczny (60 minut)    | 25 grudnia 2016              | 26 grudnia 2017         |
| Doktor i Nadorle badają laboratorium badawcze w Nowym Yorku. Podczas włamania do placówki Doktor poznaje dziennikarkę Lucy Fletcher, z którą wspólnie odkrywa, że kosmici powoli przejmują personel firmy przejmując ich ciała i tożsamość. Gdy zostają przyłapani na węszeniu z opresji wybawia ich tajemniczy superbohater o pseudonimie Ghost. |       |                                        |                                                           |                 |                              |                                  |                              |                         |
| 265 | 1     | The Pilot                              | Pilot                                                     | Lawrence Gough  | Steven Moffat                | 1 odcinek (50 minut)             | 15 kwietnia 2017             | 2 kwietnia 2018         |
| Doktor i Nardole pracują jako wykładowca i asystent na uniwersytecie, strzegąc tajemniczej krypty, znajdującej się w jego podziemiach. Bill Potts zostaje wezwana do gabinetu Doktora i zostaje oficjalnie jego studentką. Później Bill poznaje Heather, która prosi ją o zbadanie tajemniczej kałuży, która nie wysycha mimo ciepła i braku deszczu. |       |                                        |                                                           |                 |                              |                                  |                              |                         |
| 266 | 2     | Smile                                  | Uśmiech                                                   | Lawrence Gough  | Frank Cottrell-Boyce         | 1 odcinek                        | 22 kwietnia 2017             | 3 kwietnia 2018         |
| Doktor i Bill podróżują do przyszłości, na jedną z kolonii ziemskich na obcej planecie, gdzie witają ich dwa typy robotów. Doktor początkowo sądzi, że roboty przygotowują kolonię do zamieszkania przez ludzkość, wkrótce odkrywa jednak ludzkie szczątki. |       |                                        |                                                           |                 |                              |                                  |                              |                         |
| 267 | 3     | Thin Ice                               | Cienki lód                                                | Bill Anderson   | Sarah Dollard                | 1 odcinek                        | 29 kwietnia 2017             | 9 kwietnia 2018         |
| Doktor i Bill przybywają do Londynu w 1814 roku, w trakcie trwania ostatniego jarmarku na Tamizie. Wkrótce odkrywają, że w wodach Tamizy czai się coś niebezpiecznego, co pożera uczestników jarmarku. |       |                                        |                                                           |                 |                              |                                  |                              |                         |
| 268 | 4     | Knock Knock                            | Stuk puk                                                  | Bill Anderson   | Mike Bartlett                | 1 odcinek                        | 6 maja 2017                  | 10 kwietnia 2018        |
| Bill wraz z piątką znajomych szukają nowego lokum. Ostatecznie podpisują umowę z tajemniczym właścicielem starej posiadłości. Po tym jak Doktor pomaga Bill się przeprowadzić, zaczyna mieć podejrzenia względem gospodarza domu. Wkrótce nowi lokatorzy zaczynają znikać bez śladu. |       |                                        |                                                           |                 |                              |                                  |                              |                         |
| 269 | 5     | Oxygen                                 | Tlen                                                      | Charles Palmer  | Jamie Mathieson              | 1 odcinek                        | 13 maja 2017                 | 16 kwietnia 2018        |
| Nardole towarzyszy Doktorowi i Bill na stację kosmiczną z której TARDIS otrzymał sygnał SOS. Wkrótce okazuje się, że załoga stacji kosmicznej jest mordowana przez własne skafandry, które są jedynym źródłem tlenu na stacji. Wkrótce załoga TARDIS również zmuszona zostaje włożyć skafander, by przeżyć. |       |                                        |                                                           |                 |                              |                                  |                              |                         |
| 270 | 6     | Extremis                               | Ostateczność                                              | Daniel Nettheim | Steven Moffat                | 1 odcinek                        | 20 maja 2017                 | 17 kwietnia 2018        |
| Wiele lat wcześniej Doktor zostaje wezwany, by dokonać egzekucji Missy, ale odmawia jej wykonania; obiecuje jednak jej strzec przez kolejne 1000 lat. W tym czasie w teraźniejszości Doktora odwiedza papież, który prosi go by przetłumaczył dla niego stary tekst zatytułowany Veritas, jako że wszyscy, którzy go przeczytali popełnili później samobójstwo. Doktor, Nardole i Bill wybierają się zatem do Watykanu, by zbadać sprawę. |       |                                        |                                                           |                 |                              |                                  |                              |                         |
| 271 | 7     | The Pyramid at the End of the World    | Piramida na końcu świata                                  | Daniel Nettheim | Peter Harness, Steven Moffat | 1 odcinek                        | 27 maja 2017                 | 23 kwietnia 2018        |
| Na Ziemi, w newralgicznym miejscu, gdzie stacjonują armie ONZ, Rosji i Chin, pojawia się piramida. Jest to statek kosmiczny, operowany przez obcych nazywających siebie Mnichami, którzy mówią, że zgodnie z ich symulacjami na Ziemi wkrótce wydarzy się wielka katastrofa, której jednak można zapobiec jeśli oddadzą się pod ich opiekę. Doktor zostaje wezwany, by rozwiązać problem. W tym czasie w jednym z laboratoriów na świecie dochodzi do wycieku. |       |                                        |                                                           |                 |                              |                                  |                              |                         |
| 272 | 8     | The Lie of the Land                    | Zakłamany świat                                           | Wayne Yip       | Toby Whithouse               | 1 odcinek                        | 3 czerwca 2017               | 24 kwietnia 2018        |
| Mnichowie przejęli panowanie na Ziemią, wpisując się w otoczenie tak dobrze, że niewiele ludzi to zauważa. Doktor, Bill, Nadorle i Missy starają się znaleźć sposób na pozbycie się Mnichów i wyzwolenie Ziemi spod ich panowania. |       |                                        |                                                           |                 |                              |                                  |                              |                         |
| 273 | 9     | The Empress of Mars                    | Cesarzowa Marsa                                           | Wayne Yip       | Mark Gatiss                  | 1 odcinek                        | 10 czerwca 2017              | 30 kwietnia 2018        |
| Doktor, Bill i Nadorle odwiedzają Mars w roku 1881 i odkrywają przebywających tam żołnierzy brytyjskich z epoki wiktoriańskiej. Ludzie ci zaprzyjaźnili się z lodowym wojownikiem o imieniu Friday, którego uratowali z rozbitego na Ziemi statku kosmicznego, w zamian za co żołnierze mogą prowadzić prace wydobywcze na Marsie korzystając z jego technologii. Jeden z żołnierzy wkrótce odkrywa podziemną komnatę w której przebywa Cesarzowa Iraxxa i przebudza ją ze snu. W wyniku incydentu z bronią ze strony żołnierzy brytyjskich cesarzowa odpowiada agresją, przebudzając także innych wojowników i planując kontratak. |       |                                        |                                                           |                 |                              |                                  |                              |                         |
| 274 | 10    | The Eaters of Light                    | Pożeracze światła                                         | Charles Palmer  | Rona Munro                   | 1 odcinek                        | 17 czerwca 2017              | 1 maja 2018             |
| Doktor i Bill, spierając się o to, co stało się z IX legionem armii rzymskiej, podróżują do Szkocji. Doktor i Nadorle rozglądają się w poszukiwaniu śladów bitwy i zwłok, natomiast Bill idzie w swoją stronę, trafiając w lesie na ukrywające się niedobitki legionu. Wkrótce okazuje się, że w ciemnościach kryje się coś niebezpiecznego, co zabija wszystko na swej drodze ciągnąc do jakiegokolwiek źródła światła. |       |                                        |                                                           |                 |                              |                                  |                              |                         |
| 275 | 11 12 | World Enough and Time The Doctor Falls | Gdyby się na tej Ziemi czas mógł zatrzymywać Doktor upada | Rachel Talalay  | Steven Moffat                | 2 odcinki (12. odcinek 61 minut) | 24 czerwca 2017 1 lipca 2017 | 7 maja 2018 8 maja 2018 |
| Doktor proponuje Missy test polegający na odpowiedzeniu na wołanie o pomoc. Załoga TARDIS zjawia się więc na statku-kolonii, który powoli wciągany jest do czarnej dziury. Tam napotykają członka załogi, który w wyniku nieporozumienia strzela do Bill, a następnie zostaje ona zabrana na inny poziom statku do lecznicy. Doktor krótko po tym odkrywa, że czas na statku z powodu bliskości czarnej dziury płynie inaczej na różnych jego poziomach. Bill budzi się w szpitalu po operacji. Razor, szpitalny dozorca, wyjaśnia jej, że część pacjentów szpitala czeka na „ulepszenie”, by móc opuścić szpital. Przez lata Razor z Bill razem obserwują, jak Doktor zjeżdża windą udając się na poziom lecznicy. Gdy Doktor, Nardole i Missy ostatecznie docierają na poziom, na którym znajduje się Bill odkrywają, że statek pochodzi z planety Mondas, Razor to tak naprawdę Mistrz w przebraniu, a Bill została „ulepszona”, stając się Cybermanem. |       |                                        |                                                           |                 |                              |                                  |                              |                         |
| 276 | –     | Twice Upon A Time                      | Zdarzyło się dwa razy                                     | Rachel Talalay  | Steven Moffat                | odcinek świąteczny               | 25 grudnia 2017              | 23 listopada 2018       |
| Wracając do TARDIS na Biegunie Południowym, pierwszy Doktor odmawia sobie procesu regeneracji. Spotyka na swej drodze dwunastego Doktora przed swoją TARDIS w podobnej sytuacji i nastroju. Wkrótce na obu natyka się także zagubiony w czasie ranny kapitan armii brytyjskiej z czasów I wojny światowej. Cała trójka zostaje porwana przez statek kosmiczny, który zabiera osoby bliskie śmierci w celu archiwizacji ich wiedzy i wspomnień. Pod pretekstem odwiezienia na miejsce rannego żołnierza, Doktor ratuje się ucieczką. |       |                                        |                                                           |                 |                              |                                  |                              |                         |

1. ↑  Tytuł polski podany za lektorem polskiej wersji językowej wyprodukowanej na zlecenie BBC.
2. ↑  Odcinek Powrót Doktora Mysterio oraz cała seria dziesiąta została wyemitowana na kanale BBC HD, natomiast odcinek świąteczny Zdarzyło się dwa razy został wyemitowany na kanale BBC First.

### Mini-odcinki
| Tytuł                  | Reżyseria   | Scenariusz  | Uwagi    | Premiera         |
| ---------------------- | ----------- | ----------- | -------- | ---------------- |
| Friend from the Future | brak danych | brak danych | 3 minuty | 23 kwietnia 2016 |

## Produkcja

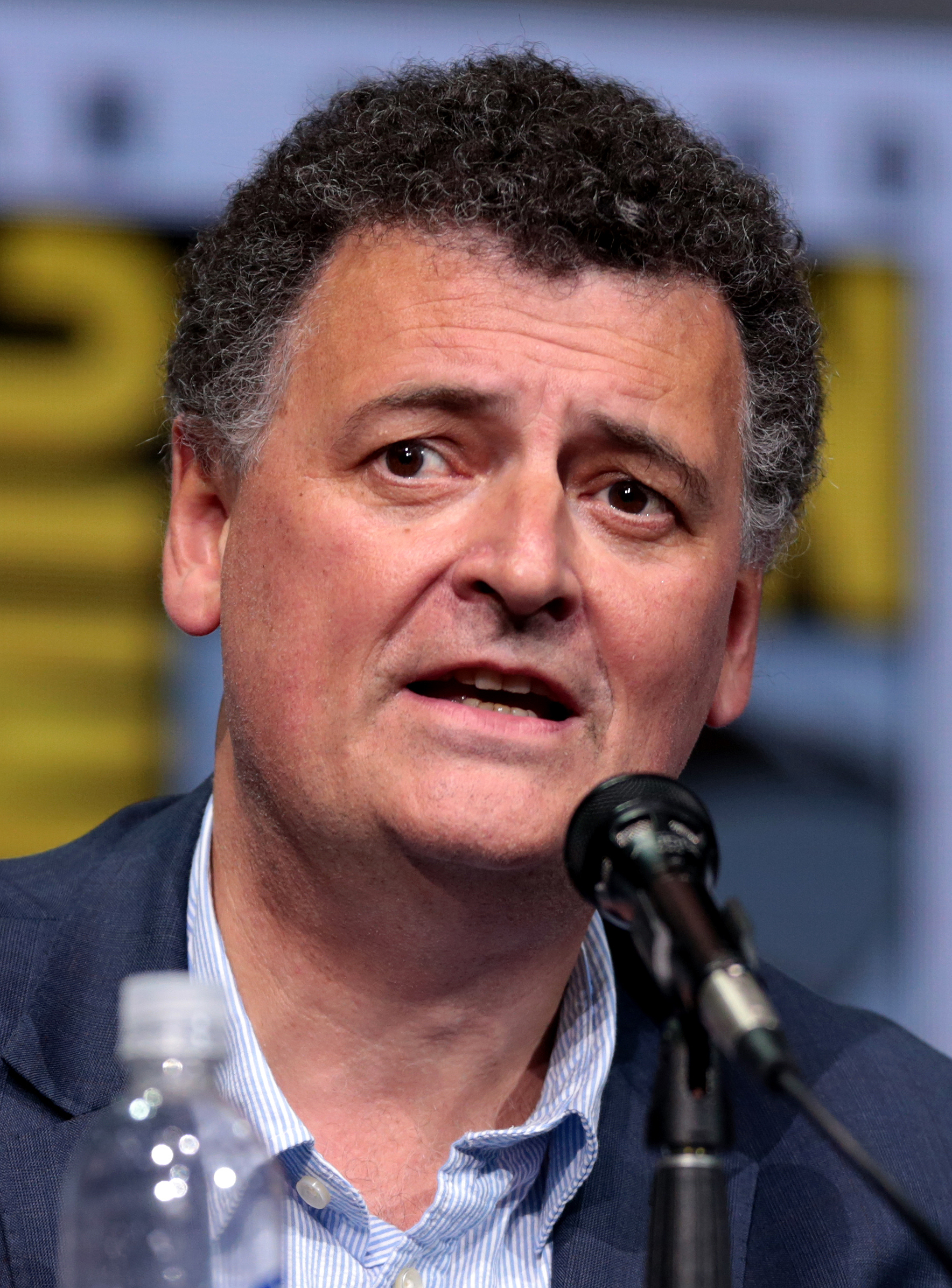
Steven Moffat na San Diego Comic-Con International w 2017 roku

14 lipca 2015 roku BBC ujawniło, że dokonano inwestycji w 10. sezon serialu. Produkcja serii została opóźniona ze względu na zobowiązania Stevena Moffata względem serialu Sherlock.
W styczniu 2016 pojawiła się informacja, że seria 10. będzie ostatnią, której naczelnym scenarzystą i producentem wykonawczym będzie Moffat, a jego rolę od 11. sezonu przejmie Chris Chibnall. Ostatnim odcinkiem, który Moffat wyprodukował jest odcinek świąteczny zatytułowany Zdarzyło się dwa razy. Rolę drugiego producenta wykonawczego dziesiątego sezonu pełnił Brian Minchin. Producentami sezonu byli Peter Bennett i Nikki Wilson. Bennett jest także producentem odcinka świątecznego Powrót Doktora Mysterio.

### Scenariusz i reżyseria
Steven Moffat jest autorem czterech z dwunastu odcinków tego sezonu. Sama seria składa się głównie z pojedynczych odcinków, a nie wieloodcinkowych historii, po to, by lepiej pokazać różne cechy charakteru nowej towarzyszki. 6 czerwca 2016 roku Mark Gatiss potwierdził, że napisze jeden z odcinków tego sezonu. Gatiss wspominał, że być może napisze sequel odcinka Nie zaznasz snu. Odcinek napisany przez Gatissa, zatytułowany Cesarzowa Marsa, jest dziewiątym odcinkiem tej serii. Jednakże, nie jest on planowanym przez niego sequelem; w odcinku tym pojawiają się Lodowi Wojownicy, rasa, która pojawiała się na ekranie za czasów drugiego i trzeciego Doktora, a także w odcinku Zimna wojna z sezonu siódmego.
Scenariusz do pierwszego odcinka, zatytułowanego Pilot, napisał Moffat, a autorem scenariusza do drugiego, zatytułowanego Uśmiech, jest Frank Cottrell-Boyce, który napisał wcześniej scenariusz do odcinka W lesie nocy. Sarah Dollard, która napisała scenariusz odcinka Oko w oko z krukiem, napisała także scenariusz do trzeciego odcinka tego sezonu, zatytułowanego Cienki lód. Mike Bartlett napisał scenariusz do odcinka czwartego, który został zatytułowany Stuk puk.
W październiku 2016 roku Moffat zapowiedział, że po raz pierwszy od powrotu serialu na ekrany w 2005 roku jeden z odcinków tego sezonu został napisany przez scenarzystę tworzącego wcześniej scenariusze klasycznych odcinków serialu. 16 listopada 2016 roku ogłoszono, że scenarzystą tym będzie Rona Munro, która napisała scenariusz do trzyczęściowego odcinka Survival z 26. sezonu serialu (która była także ostatnią historią przed zawieszeniem produkcji serialu w 1989 roku). Jest odpowiedzialna za napisanie odcinka zatytułowanego Pożeracze światła.
Ponadto ogłoszono, że scenariusz do odcinka piątego napisał Jamie Mathieson, który napisał trzy inne odcinki serialu Doktor Who: Mumia w Orient Expressie (2014), Trzeci wymiar (2014) oraz (wspólnie z Moffatem) Dziewczyna, która umarła (2015).
Steven Moffat w 507. numerze magazynu Doctor Who Magazine, wydanego 15 grudnia 2016 roku, wyjawił kolejnego scenarzystę tego sezonu. Jest nim Toby Whithouse, który poprzednio napisał scenariusze do takich odcinków, jak Zjazd absolwentów z ery dziesiątego Doktora, czy dwuczęściowego odcinka Pod jeziorem / Przed powodzią z poprzedniego sezonu. Odcinek ten został ósmym odcinkiem tego sezonu.
Jeden z odcinków sezonu napisał Peter Harness.
Lawrence Gough wyreżyserował dwa pierwsze odcinki tego sezonu. Bill Anderson wyreżyserował trzeci i czwarty odcinek sezonu, a Ed Bazalgette wyreżyserował odcinek świąteczny. Odcinki Tlen i Pożeracze światła wyreżyserował Charles Palmer, który wcześniej reżyserował odcinki sezonu trzeciego: Smith i Jones, Kod Szekspira, Natura ludzka i Rodzina krwi. Reżyserem bloku piątego został Daniel Nettheim, który pracował przy odcinkach Inwazja Zagończyków i Odwróceni Zagończycy.

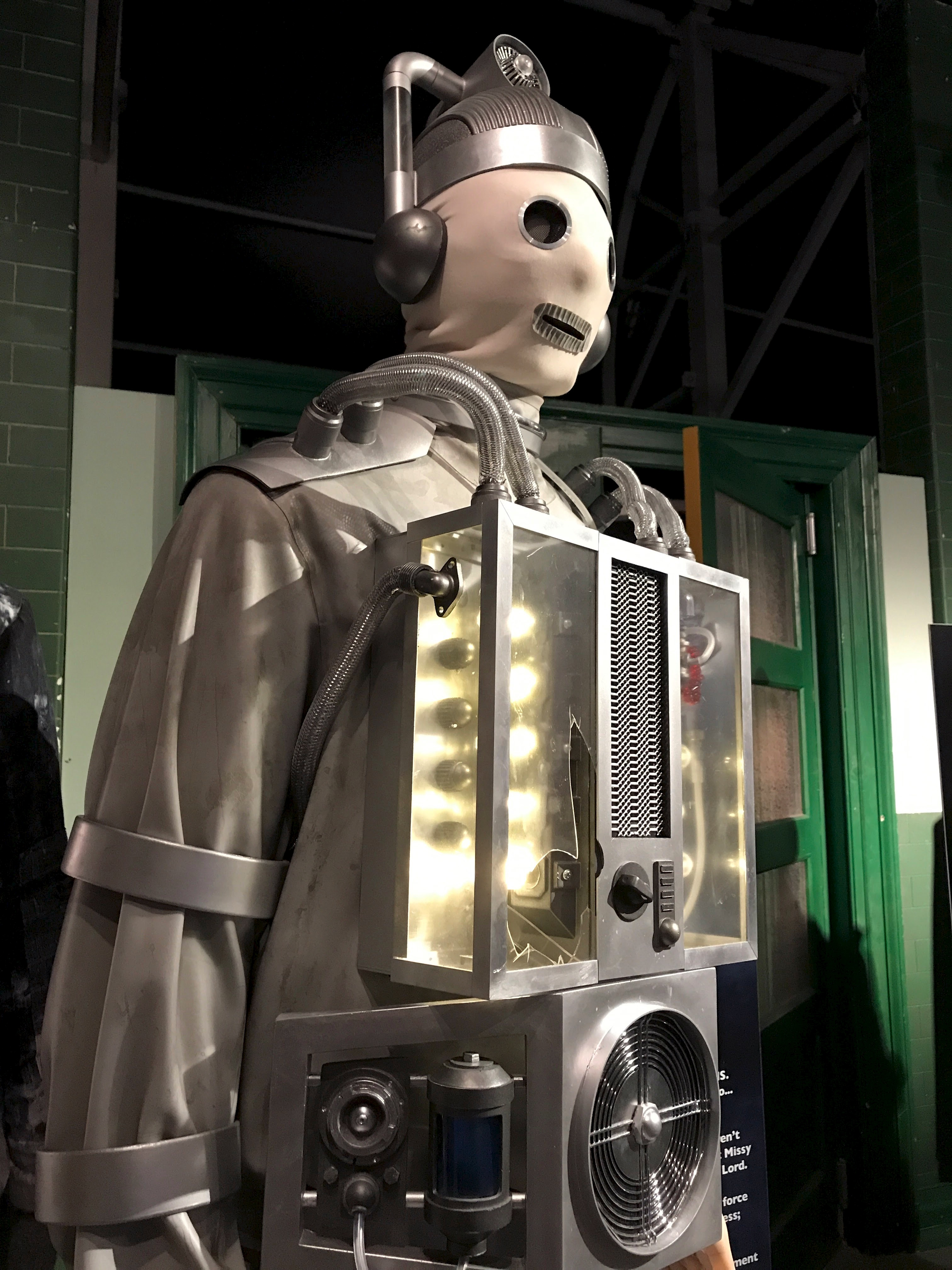
Kostium Cybermana z planety Mondas na wystawie Doctor Who Experience

6 marca 2017 roku wyjawiono, że w dwóch finałowych odcinkach tego sezonu na ekran powrócą Cybermeni z planety Mondas, którzy pojawili się po raz pierwszy w ostatniej historii pierwszego Doktora, zatytułowanej The Tenth Planet. Scenariusz do obu tych odcinków napisał Steven Moffat, natomiast reżyserem została Rachel Talalay. Talalay została także reżyserem odcinka świątecznego Zdarzyło się dwa razy.

### Zdjęcia
Pierwsze czytanie scenariusza do pierwszego bloku produkcyjnego odbyło się 14 czerwca 2016. Zdjęcia do serii rozpoczęły się 20 czerwca 2016 roku. Zdjęcia do drugiego odcinka, napisanego przez Franka Cottrell-Boyce'a częściowo zostały wykonane w Walencji, w Hiszpanii. Zdjęcia do tego bloku produkcyjnego, obejmującego dwa pierwsze odcinki, zakończyły się 28 lipca 2016 roku.
Pierwsze czytanie scenariusza do drugiego bloku produkcyjnego odbyło się 18 lipca 2016 roku. Zdjęcia do tego bloku rozpoczęły się 1 sierpnia 2016 roku; w pierwszej kolejności nakręcono odcinek napisany przez Sarah Dollard.
Po zakończeniu prac nad trzecim i czwartym odcinkiem serii, w następnej kolejności wykonano zdjęcia do odcinka świątecznego, którego emisja była przewidziana na 25 grudnia 2016 roku. Zdjęcia do odcinka świątecznego zakończyły się 30 września 2016 roku.
Na czwarty blok produkcyjny tego sezonu składają się odcinki kolejno: Tlen i Pożeracze światła.
Piąty blok produkcyjny wszedł w fazę realizacji 23 listopada 2016. Część zdjęć w tym bloku produkcyjnym wykonano na wyspach Kanaryjskich, które wykorzystano także w odcinkach poprzedniego sezonu: Inwazja Zagończyków, Odwróceni Zagończycy, Sługa wiedźmy i W drodze do piekła. Zdjęcia do tego bloku zakończyły się w trzecim tygodniu stycznia.
Zdjęcia do ostatniego, siódmego bloku produkcyjnego, obejmującego odcinki jedenasty i dwunasty rozpoczęły się 6 marca 2017 roku. Zakończenie zdjęć do tej serii było przewidziane na 31 marca 2017 roku, lecz ostatecznie zdjęcia do serii dziesiątej zakończyły się 7 kwietnia 2017 roku.
Zdjęcia do odcinka świątecznego Twice Upon A Time zakończyły się 10 lipca 2017 roku.

## Promowanie sezonu
W kwietniu 2016 roku nakręcona została scena promocyjna zatytułowana Friend from the Future i wykorzystana jako teaser, który opublikowano po raz pierwszy 23 kwietnia 2016 roku. Tego samego dnia opublikowano także całą scenę, która przedstawiała po raz pierwszy nową towarzyszkę Doktora, Bill, a także Doktora i Daleków. Moffat zaznaczył, że scena ta prawdopodobnie nie zostanie wpisana w serial. Ostatecznie jednak scena została wpisana w fabułę odcinka Pilot.
7 października 2016 roku opublikowano w serwisie YouTube klip promocyjny składający się ze scen zza kulis produkcji odcinka świątecznego, który został wyemitowany 25 grudnia 2016 roku. Klip ten ujawnił także tytuł tego odcinka. 18 listopada, na potrzeby Children in Need, opublikowano scenę z odcinka świątecznego. Kolejny zwiastun tego odcinka został opublikowany 9 grudnia 2016 roku.
Capaldi, Mackie, Lucas i Moffat promowali nadchodzący sezon podczas New York Comic Con w październiku 2016 roku.
Pierwszy zwiastun tego sezonu wyemitowano bezpośrednio po premierze odcinka świątecznego Powrót Doktora Mysterio. Drugi zwiastun został wydany 25 lutego 2017 roku. Trzeci zwiastun został wydany 13 marca 2017 razem z plakatem promocyjnym; ujawniono także tytuł pierwszego odcinka sezonu. Od 30 marca do 7 kwietnia 2017 ukazała się także seria pięciu krótkich teaserów promujących serię. 31 marca 2017 na BBC America również ukazał się zwiastun, który stanowił połączenie scen z dziesiątej serii Doktora Who oraz jego spin-offu Class. Tego samego dnia BBC opublikowało wywiad z Mackie, który zawierał także klipy z pierwszego odcinka sezonu. Kolejny zwiastun opublikowano 3 kwietnia 2017.
9 kwietnia 2017 roku Capaldi, Mackie, Moffat i Minchin byli obecni na panelu Doktora Who podczas BFI & Radio Times TV Festival; podczas tego wydarzenia pokazano także kilka klipów z dziesiątego sezonu serialu.
23 lipca 2017 opublikowano zwiastun odcinka Zdarzyło się dwa razy. Kolejny zwiastun opublikowano 8 grudnia 2017.

## Emisja
Odcinek specjalny Powrót Doktora Mysterio miał swoją premierę 25 grudnia 2016 na kanale BBC. Odcinek ten obejrzało 7,83 miliona widzów w Wielkiej Brytanii. W Polsce odcinek ten został wyemitowany na kanale BBC HD 26 grudnia 2017.
Odcinek był wyświetlany w kinach w Australii i Nowej Zelandii 26 grudnia, w Kanadzie 26 i 28 grudnia oraz w Stanach Zjednoczonych 27 i 29 grudnia 2016 w zestawie z dodatkowymi materiałami opowiadającymi o kulisach produkcji A New Kind of Superhero oraz Doctor Who Extra.
We wrześniu 2016 roku pojawiła się informacja, że emisję serii zaplanowano na kwiecień 2017 roku. Seria miała swoją premierę 15 kwietnia 2017. Pierwszy odcinek w dniu premiery w Wielkiej Brytanii obejrzało 6,68 miliona widzów i był to odcinek z zanotowaną najwyższą oglądalnością spośród odcinków tego sezonu. Średnia oglądalność całej serii wyniosła 5,46 miliona widzów. 16 kwietnia 2017 roku pierwszy odcinek sezonu był wyświetlany w kinach w Australii. Premierowe pokazy odcinka Pilot odbyły się także w Stanach Zjednoczonych, w dniach 17 i 19 kwietnia w niektórych kinach na terenie kraju. Tam odcinek ten został wyświetlony razem z pierwszym odcinkiem serialu Class.
Odcinek świąteczny Zdarzyło się dwa razy miał swoją premierę 25 grudnia 2017 na kanale BBC i obejrzało go 7,92 miliona widzów w Wielkiej Brytanii. W Stanach Zjednoczonych odcinek został obejrzany przez 2,2 miliona widzów będąc najchętniej oglądanym programem tego wieczora na kanale BBC America od ponad dwóch lat. W Polsce odcinek ten został wyemitowany na kanale BBC First 23 listopada 2018.
Zdarzyło się dwa razy był również wyświetlany w kinach: w Brazylii 25 grudnia 2017, w Australii 26 grudnia 2017 oraz w Kanadzie w dniach 27-28 grudnia 2017. Oprócz odcinka na pokazach tych wyświetlono także materiał o kulisach produkcji oraz materiał celebrujący okres Petera Capaldiego w roli Doktora oraz Stevena Moffata jako showrunnera.

## Ocena krytyków
Dziesiąta seria serialu otrzymała pozytywne oceny krytyków. W serwisie Rotten Tomatoes seria otrzymała od krytyków 88% świeżości na podstawie 13 recenzji. Najlepiej ocenionymi w tym serwisie odcinkami tego sezonu są Tlen, Pożeracze światła oraz Gdyby się na tej Ziemi czas mógł zatrzymywać / Doktor upada, które otrzymały równo po 100% pozytywnych opinii. Najsłabszymi odcinkami sezonu według serwisu RottenTomatoes były odcinki Zakłamany świat (83% pozytywnych opinii) oraz Uśmiech (84% pozytywnych opinii).
Huw Fullerton z Radio Times w swojej recenzji napisanej po obejrzeniu połowy sezonu napisał, że roczna przerwa w produkcji wyszła serialowi na dobre, a format, aktorzy i scenarzyści sprawiają wrażenie znacznie bardziej świeżych i wypoczętych niż w poprzednim sezonie.
Wielu krytyków chwaliło, że seria poruszyła wiele kontrowersyjnych tematów, związanych między innymi z takimi pojęciami jak rasizm i kapitalizm.
Seria przedstawia także nową towarzyszkę Doktora, Bill Potts, o której krytycy wypowiadali się, że „wnosi nową energię, odmienną od dotychczasowych towarzyszy”, stanowiąc pozytywną odmianę zarówno od poprzedniej towarzyszki, Clary, a także pogłębiając stereotypową w historii programu rolę towarzysza jako tego, który ma służyć jako pośrednik między Doktorem a widownią, starając się wyjaśnić co ciekawość mówi o danej osobie i jaką ma wartość. Chwalili ją także za to, że wprowadza „wspaniałą zmianę tempa” oraz że nie jest obciążona zestawem niezwykłych czy tajemniczych cech osobistych, co jest nietypowe dla stylu Moffata; opisywali ją jako „niezmiennie szczerą, niekiedy żywiołową i nigdy, przenigdy nie kapryśną”.
Widzowie odebrali tę serię dość pozytywnie. W serwisie Metacritic średnia ocena widzów tego sezonu wyniosła 7 na 10 punktów na podstawie 129 recenzji. Użytkownicy serwisu Rotten Tomatoes ocenili serię na 69% świeżości na podstawie 911 recenzji.

## Nagrody i nominacje
W 2017 roku odcinek Powrót Doktora Mysterio był nominowany do nagrody Hugo. W 2018 roku odcinek Zdarzyło się dwa razy również został nominowany do nagrody Hugo.
Odcinek Doktor upada w 2019 roku został nominowany do nagrody BAFTA Cymru w kategorii najlepsze efekty specjalne.

## Wersja na DVD i Blu-ray
Odcinek Powrót Doktora Mysterio został wydany na DVD i Blu-ray jako niezależny podmiot w dniu 23 stycznia 2017 roku w Regionie 2. Na płycie znajduje się także odcinek Doctor Who Extra związany z odcinkiem oraz materiał opowiadający o postaci głównego bohatera.
Pierwsze sześć odcinków sezonu wydano w regionie 2. na DVD i Blu-ray dnia 29 maja 2017. Druga część sezonu została wydana w regionie 2. w dniu 24 lipca 2017 roku.
W dniu 13 listopada 2017 roku w regionie 2. wydano na DVD i Blu-ray zestaw zawierający wszystkie odcinki dziesiątego sezonu serialu, a także odcinek Powrót Doktora Mysterio. Zestaw zawiera także komentarze ekipy produkcyjnej, sceny usunięte, odcinek Doctor Who Extra związany z odcinkiem Powrót Doktora Mysterio, czy wywiad z Pearl Mackie oraz z Roną Munro.
Odcinek Zdarzyło się dwa razy został wydany na DVD i Blu-ray jako niezależny podmiot w dniu 22 stycznia 2018 roku w Regionie 2.

## Powiązane
W listopadzie 2017 roku ogłoszono powstawanie adaptacji niektórych odcinków Doktora Who w formie powieści. Na podstawie odcinka Zdarzyło się dwa razy powstała adaptacja napisana przez Paula Cornella, która została opublikowana we współpracy BBC Books i Penguin Randomhouse. Tom ten został wydany 5 kwietnia 2018 roku.